# Abbie Farwell Brown
Abbie Farwell Brown (ur. 21 sierpnia 1871 w Bostonie, zm. 5 marca 1927 tamże) – amerykańska poetka i autorka książek dla dzieci. 

## Życie i twórczość
Była starszą spośród dwóch córek Benjamina F. i Clary Brown z d. Neal. Chodziła do Bowdoin School i Latin School w Bostonie. Jej ojciec prowadził rodzinną firmę handlującą olejem wielorybim i świecami, był potomkiem Isaaca Allertona, pasażera Mayflower i zastępcy gubernatora kolonii Plymouth. Jej matka pochodziła z rodziny pionierów, którzy osiedlili się i założyli miasto Exeter. Abbie całe życie, z wyjątkiem podróży po Europie i wakacji na wsi, spędziła z matką i siostrą w domu rodzinnym. Wczesną edukacją Abbie zajmowała się matka, współpracująca z czasopismem Youth's Companion, która zachęcała córki do wyrażania siebie przez prowadzenie ilustrowanego magazynu rodzinnego The Catkin.
Formalną edukację rozpoczęła się w Bowdoin School, którą ukończyła jako prymus w 1886 roku, a kontynuowała w Boston Girls Latin School, gdzie redagowała szkolną gazetkę Jabberwock. Wtedy też, zachęcona przez przyjaciółkę Josephine Preston Peabody zaczęła wysyłać swoje utwory artykuły do magazynu St. Nicholas. Wiele z nich ilustrowała jej siostra Ethel, która później znana była pod pseudonimem Ann Underhill jako pisarka i ilustratorka. W latach 1891–94 uczyła się w Radcliffe College. W 1898 i 1899 r. pod pseudonimem Jean Neal pisała humorystyczne artykuły dla St. Louis Globe-Democrat.
W 1899 roku wyjechała po raz pierwszy za granicę. Pisała głównie dla dzieci. Jej pierwsza książka, The Book of Saints and Friendly Beasts, została wydana w 1900 r. przez Houghton Miflin Company (podobnie jak pozostałe jej książki). Od tego czasu aż do swojej śmierci publikowała książkę niemal co rok. Jej dorobek literacki dla dzieci obejmuje także kilka tomów poezji, zwłaszcza A Pocketful of Posies i Fresh Posies, publikowała też w czasopismach wiele wierszy i opowiadań. Miała szczególny dar pisania wierszy dostosowanych do muzyki i przez lata współpracowała z Silver, Burdett & Company pisząc teksty piosenek do Progressive Music Series. Współpracując z kompozytorką Mabel Wheeler Daniels, napisała On the Trail, która stała się oficjalną piosenką amerykańskich skautek.
W 1902 roku była redaktorką dwudziestotomowej serii Young Folks' Library, wydawanej przez bostońskie wydawnictwo Hall and Locke. Mimo wysokich aspiracji jako poetka odnosiła mniejsze sukcesy, choć dwa z jej tomów, Heart of New England i The Silver Stair, spotkały się z uznaniem krytyków. Mabel Wheeler Daniels skomponowała muzykę do jej poematu Peace with a Sword. Utwór został wykonany przez bostoński chór Handel and Haydn Society w 1917 r. Była członkiem Boston Authors’ Club, Boston Drama League, American Folklore Society, Poetry Society of America oraz założycielem New England Poetry Club, ofiarowując swój dom na jego pierwsze spotkanie w 1915 roku i pełniąc rolę przewodniczącej klubu do śmierci. Abbie Brown szczególnie ceniła sobie przyjaźń z Amy Lowell, Caroline Ticknor i Josephine Preston Peabody.
Zmarła 5 marca 1927 roku w Bostonie na raka. Pochowana została na cmentarzu Mount Auburn w Cambridge. Caroline Ticknor w hołdzie ku jej pamięci określiła Abbie Brown jako „poetę i przyjaciółkę poetów, kochającą ich i ich sztukę”.

## Dzieła
- The Book of Saints and Friendly Beasts (1900)
- The Lonesomest Doli (1901)
- A Pocketful of Posies (1901)
- In the Days of the Giants (1902)
- The Curious Book of Birds (1903)
- The Flower Princess (1904)
- The Star Jewels, and Other Wonders (1905)
- Brothers and Sisters (1906)
- Friends and Cousins (1907)
- Fresh Posies (1908)
- John of the Woods (1909)
- The Christmas Angel (1910)
- Songs of Sixpence (1914)
- Kisington Town (1915)
- Surprise House (1917)
- Heart of New England (1920)
- Heart of New England (1920)
- Round Robin (1921)
- The Lights of Beacon Hill: A Christmas Message (1922)
- The Silver Stair (1926)